# Ощад Pay
«Ощад Pay» (також відомий як «Oschad Pay» або «Ощад Пей») — мобільні застосунки Ощадбанку для безконтактних розрахунків для ОС Android. З 2017 по 2019 працював як гаманець для оплат карткою через телефон з NFC, а у 2020 був переформатований у замінник POS-термінала для юридичних осіб.

## 2017-2019
Як і EXIMpay, був запущений ще до початку роботи Apple Pay та Google Pay в Україні.
З травня 2019 року робота сервісу була припинена. Раніше роботу подібного власного сервісу припинив і Приватбанк.
У жовтні 2020 року додаток для фізичних осіб (пакет com.openwaygroup.nfc.card.oschadbank) був усе ще доступний у репозиторії Google Play .

## 2020
У 2020 році Ощадбанк випустив додаток (пакет by.iba.oschadapp) з такою ж назвою на базі технології Visa Tap to Phone, яка давала можливість перетворити смартфон на базі Android з NFC-модулем на POS-термінал.
Хоч і назви у додатків однакові (oschad PAY і OschadPAY), фактично це дві незалежні одна від одної програми. Значна частина статей про додаток версії 2017-2019 років була видалена з різних новинних ресурсів.